# Katsudon
Katsudon (jap. カツ丼) − popularne japońskie danie składające się z ryżu, panierowanego, wieprzowego kotleta  oraz jajecznicy z warzywami. Nazwa potrawy bierze się z japońskich słów tonkatsu oraz donburi.

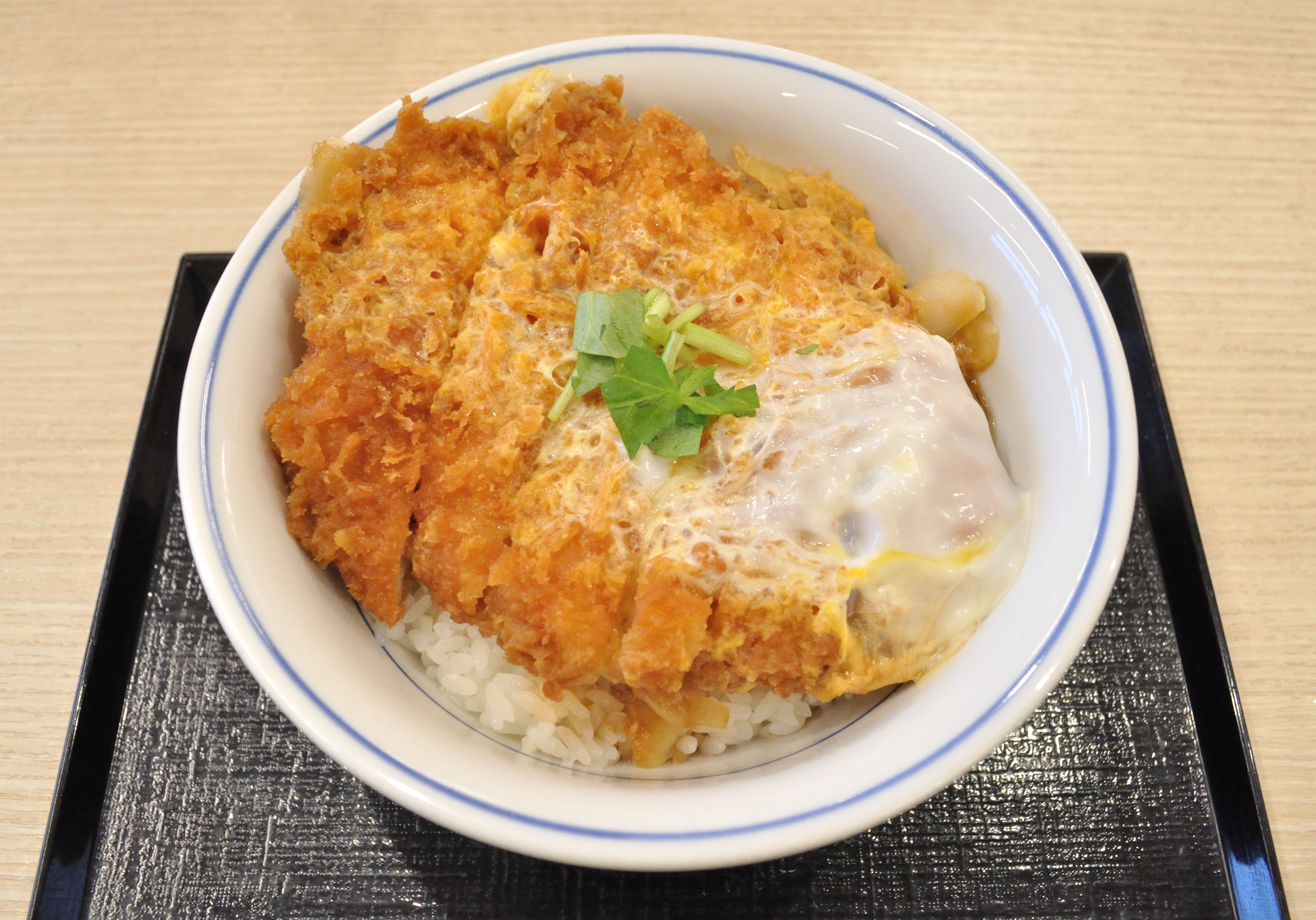
Typowy katsudon

Spożywanie katsudonu przed ważnymi testami stało się współczesnym rytuałem japońskich uczniów, gdyż jest to homonim słowa katsu (jap. 勝つ) znaczącego „wygrywać”.